# سارة غرينوود
سارة غرينوود (بالإنجليزية: Sarah Greenwood)‏ هي مصممة الإنتاج ومخرجة فنية بريطانية، ولدت في القرن العشرين.

## وصلات خارجية
- سارة غرينوود على موقع IMDb (الإنجليزية)
- سارة غرينوود على موقع قاعدة بيانات الفيلم (الإنجليزية)